# 弗斯特雷奇內埃群島
弗斯特雷奇內埃群島是俄羅斯的群島，屬於北地群島的一部分，由3個島嶼組成，位於布爾什維克島以西的拉普捷夫海，行政方面由克拉斯諾亞爾斯克邊疆區負責管轄，最高點海拔高度23米，島上無人居住。